# Svjetsko prvenstvo u plivanju 1994.
Svjetsko prvenstvo u plivanju 1994. odražano je od 1. rujna do 11. rujna 1994. godine u talijanskom glavnom gradu Rimu kao jedan od dijelova VII. svjetskog prvenstva u vodenim sportovima.

## Pojedinačna natjecanja

### Slobodni stil

#### 50 m slobodno
| Mjesto | Država | Plivač             | Vrijeme  |
| ------ | ------ | ------------------ | -------- |
| 1.     | Rusija | Aleksandr Popov    | 00:22,17 |
| 2.     | SAD    | Gary Hall Jr.      | 00:22,44 |
| 3.     | Litva  | Raimundas Mazuolis | 00:22,52 |

| Mjesto | Država  | Plivačica            | Vrijeme  |
| ------ | ------- | -------------------- | -------- |
| 1.     | NR Kina | Le Jingyi            | 00:24,51 |
| 2.     | Rusija  | Natalia Mescherjakow | 00:25,10 |
| 3.     | SAD     | Amy Van Dyken        | 00:25,18 |

#### 100 m slobodno
| Mjesto | Država | Plivač          | Vrijeme  |
| ------ | ------ | --------------- | -------- |
| 1.     | Rusija | Aleksandr Popov | 00:49,12 |
| 2.     | SAD    | Gary Hall Jr.   | 00:49,41 |
| 3.     | Brazil | Gustavo Borges  | 00:49,52 |

| Mjesto | Država   | Plivačica             | Vrijeme (s) |
| ------ | -------- | --------------------- | ----------- |
| 1.     | NR Kina  | Le Jingyi             | 00:54,01    |
| 2.     | NR Kina  | Lu Bin                | 00:54,15    |
| 3.     | Njemačka | Franziska van Almsick | 00:54,77    |

#### 200 m slobodno
| Mjesto | Država      | Plivač          | Vrijeme (min) |
| ------ | ----------- | --------------- | ------------- |
| 1.     | Finska      | Antti Kasvio    | 01:47,32      |
| 2.     | Švedska     | Anders Holmertz | 01:48,24      |
| 3.     | Novi Zeland | Danyon Loader   | 01:48,49      |

| Mjesto | Država    | Plivačica             | Vrijeme (min) |
| ------ | --------- | --------------------- | ------------- |
| 1.     | Njemačka  | Franziska van Almsick | 01:56,78      |
| 2.     | NR Kina   | Lu Bin                | 01:56,89      |
| 3.     | Kostarika | Claudia Poll          | 01:57,61      |

#### 400 m slobodno
| Mjesto | Država      | Plivač         | Vrijeme  |
| ------ | ----------- | -------------- | -------- |
| 1.     | Australija  | Kieren Perkins | 03:43,80 |
| 2.     | Finska      | Antti Kasvio   | 03:48,55 |
| 3.     | Novi Zeland | Danyon Loader  | 03:48,62 |

| Mjesto | Država    | Plivačica         | Vrijeme (min) |
| ------ | --------- | ----------------- | ------------- |
| 1.     | NR Kina   | Aihua Yang        | 04:09,64      |
| 2.     | Njemačka  | Cristina Teuscher | 04:10,21      |
| 3.     | Kostarika | Claudia Poll      | 04:10,61      |

#### 1500 m + 800 m slobodno
| Mjesto | Država     | Plivač          | Vrijeme (min) |
| ------ | ---------- | --------------- | ------------- |
| 1.     | Australija | Kieren Perkins  | 14:50,52      |
| 2.     | Australija | Daniel Kowalski | 14:53,42      |
| 3.     | Njemačka   | Steffen Zesner  | 15:09,20      |

| Mjesto | Država     | Plivačica      | Vrijeme (min) |
| ------ | ---------- | -------------- | ------------- |
| 1.     | SAD        | Janet Evans    | 08:29,85      |
| 2.     | Australija | Hayley Lewis   | 08:29,94      |
| 3.     | SAD        | Brooke Bennett | 08:31,30      |

### Leđni stil

#### 100 m leđno
| Mjesto | Država     | Plivač              | Vrijeme (s) |
| ------ | ---------- | ------------------- | ----------- |
| 1.     | Španjolska | Martin Lopez-Zubero | 00:55,17    |
| 2.     | SAD        | Jeff Rouse          | 00:55,51    |
| 3.     | Mađarska   | Tamás Deutsch       | 00:55,69    |

| Mjesto | Država  | Plivačica         | Vrijeme (min) |
| ------ | ------- | ----------------- | ------------- |
| 1.     | NR Kina | He Cihong         | 01:00,57      |
| 2.     | Rusija  | Nina Živanevskaja | 01:00,83      |
| 3.     | SAD     | Barbara Bedford   | 01:01,32      |

#### 200 m leđno
| Mjesto | Država     | Plivač              | Vrijeme (min) |
| ------ | ---------- | ------------------- | ------------- |
| 1.     | Rusija     | Wladimir Selkow     | 01:57,42      |
| 2.     | Španjolska | Martin Lopez-Zubero | 01:58,75      |
| 3.     | SAD        | Royce Sharp         | 01:58,86      |

| Mjesto | Država   | Plivačica           | Vrijeme (min) |
| ------ | -------- | ------------------- | ------------- |
| 1.     | NR Kina  | He Cihong           | 02:07,40      |
| 2.     | Mađarska | Krisztina Egerszegi | 02:09,10      |
| 3.     | Italija  | Lorenza Vigarani    | 02:10,92      |

### Prsni stil

#### 100 m prsno
| Mjesto | Država   | Plivač             | Vrijeme (min) |
| ------ | -------- | ------------------ | ------------- |
| 1.     | Mađarska | Norbert Rózsa      | 01:01,24      |
| 2.     | Mađarska | Károly Gűttler     | 01:01,44      |
| 3.     | Belgija  | Fred Deburghgraeve | 01:01,79      |

| Mjesto | Država     | Plivačica      | Vrijeme (min) |
| ------ | ---------- | -------------- | ------------- |
| 1.     | Australija | Samantha Riley | 01:07,69      |
| 2.     | NR Kina    | Guohong Dai    | 01:09,26      |
| 3.     | NR Kina    | Yuan Yuan      | 01:10,19      |

#### 200 m prsno
| Mjesto | Država   | Plivač          | Vrijeme (min) |
| ------ | -------- | --------------- | ------------- |
| 1.     | Mađarska | Norbert Rózsa   | 02:12,81      |
| 2.     | SAD      | Eric Wunderlich | 02:12,87      |
| 3.     | Mađarska | Károly Gűttler  | 02:14,12      |

| Mjesto | Država     | Plivačica      | Vrijeme (min) |
| ------ | ---------- | -------------- | ------------- |
| 1.     | Australija | Samantha Riley | 02:26,87      |
| 2.     | NR Kina    | Yuan Yuan      | 02:27,38      |
| 3.     | Belgija    | Brigitte Becue | 02:28,85      |

### Leptir stil

#### 100 m leptir
| Mjesto | Država  | Plivač          | Vrijeme (s) |
| ------ | ------- | --------------- | ----------- |
| 1.     | Poljska | Rafal Szukala   | 00:53,51    |
| 2.     | Švedska | Lars Frölander  | 00:53,65    |
| 3.     | Rusija  | Denis Pankratov | 00:53,68    |

| Mjesto | Država     | Plivačica     | Vrijeme (s) |
| ------ | ---------- | ------------- | ----------- |
| 1.     | NR Kina    | Limin Liu     | 00:58,98    |
| 2.     | NR Kina    | Yun Qu        | 00:59,69    |
| 3.     | Australija | Susie O’Neill | 01:00,11    |

#### 200 m leptir
| Mjesto | Država      | Plivač             | Vrijeme (min) |
| ------ | ----------- | ------------------ | ------------- |
| 1.     | Rusija      | Denis Pankratov    | 01:56,54      |
| 2.     | Novi Zeland | Danyon Loader      | 01:57,99      |
| 3.     | Njemačka    | Chris-Carol Bremer | 01:58,11      |

| Mjesto | Država     | Plivačica     | Vrijeme (min) |
| ------ | ---------- | ------------- | ------------- |
| 1.     | NR Kina    | Limin Liu     | 02:07,25      |
| 2.     | NR Kina    | Yun Qu        | 02:07,42      |
| 3.     | Australija | Susie O’Neill | 02:09,54      |

### Mješovito

#### 200 m mješovito
| Mjesto | Država   | Plivač        | Vrijeme (min) |
| ------ | -------- | ------------- | ------------- |
| 1.     | Finska   | Jani Sievinen | 01:58,16      |
| 2.     | SAD      | Greg Burgess  | 02:00,86      |
| 3.     | Mađarska | Attila Czene  | 02:01,84      |

| Mjesto | Država     | Plivačica      | Vrijeme (min) |
| ------ | ---------- | -------------- | ------------- |
| 1.     | NR Kina    | Lu Bin         | 02:12,34      |
| 2.     | SAD        | Allison Wagner | 02:14,40      |
| 3.     | Australija | Elli Overton   | 02:15,26      |

#### 400 m mješovito
| Mjesto | Država | Plivač        | Vrijeme (min) |
| ------ | ------ | ------------- | ------------- |
| 1.     | SAD    | Tom Dolan     | 04:12,30      |
| 2.     | Finska | Jani Sievinen | 04:13,29      |
| 3.     | SAD    | Eric Namesnik | 04:15,69      |

| Mjesto | Država  | Plivačica       | Vrijeme (min) |
| ------ | ------- | --------------- | ------------- |
| 1.     | NR Kina | Dai Guohong     | 04:39,14      |
| 2.     | SAD     | Allison Wagner  | 04:39,98      |
| 3.     | SAD     | Kristine Quance | 04:42,21      |

## Štafetna natjecanja

### 4x100 m slobodno
| Mjesto | Država | Plivači                                                                       | Vrijeme (min) |
| ------ | ------ | ----------------------------------------------------------------------------- | ------------- |
| 1.     | SAD    | - Jon Olsen - Josh Davis - Ugur Taner - Gary Hall Jr.                         | 03:16,90      |
| 2.     | Rusija | - Roman Tschegolew - Wladimir Predkin - Wladimir Pjschnenko - Aleksandr Popov | 03:18,12      |
| 3.     | Brazil | - Fernando Scherer - Teofilo Ferreira - André Luiz Teixeira - Gustavo Borges  | 03:19,35      |

| Mjesto | Država   | Plivačice                                                                    | Vrijeme (min) |
| ------ | -------- | ---------------------------------------------------------------------------- | ------------- |
| 1.     | NR Kina  | - Le Ying - Shan Ying - Lu Bin - Le Jingyi                                   | 03:37,91      |
| 2.     | SAD      | - Angel Myers Martino - Amy Van Dyken - Nicole Haislett - Jenny Thompson     | 03:41,50      |
| 3.     | Njemačka | - Franziska van Almsick - Katrin Meißner - Kerstin Kielgass - Daniela Hunger | 03:42,94      |

### 4x200 m slobodno
| Mjesto | Država   | Plivači                                                                  | Vrijeme (min) |
| ------ | -------- | ------------------------------------------------------------------------ | ------------- |
| 1.     | Švedska  | - Christer Wallin - Tommy Werner - Lars Frölander - Anders Holmertz      | 07:17,74      |
| 2.     | Rusija   | - Juri Muchin - Wladimir Pjschnenko - Denis Pankratov - Roman Tschegolew | 07:18,13      |
| 3.     | Njemačka | - Andreas Szigat - Christian Keller - Oliver Lampe - Steffen Zesner      | 07:19,10      |

| Mjesto | Država   | Plivačice                                                             | Vrijeme (min) |
| ------ | -------- | --------------------------------------------------------------------- | ------------- |
| 1.     | NR Kina  | - Le Ying - Yang Aihua - Lu Bin - Zhou Ouanbin                        | 07:57,96      |
| 2.     | Njemačka | - Kerstin Kielgass - Franziska van Almsick - Julia Jung - Dagmar Hase | 08:01,37      |
| 3.     | SAD      | - Cristina Teuscher - Jenny Thompson - Janet Evans - Nicole Haislett  | 08:03,16      |

### 4x100 m mješovito
| Mjesto | Država   | Plivači                                                                | Vrijeme (min) |
| ------ | -------- | ---------------------------------------------------------------------- | ------------- |
| 1.     | SAD      | - Jeff Rouse - Eric Wunderlich - Mark Henderson - Gary Hall Jr.        | 03:37,74      |
| 2.     | Rusija   | - Wladimir Selkow - Wasilij Iwanow - Denis Pankratov - Aleksandr Popov | 03:38,28      |
| 3.     | Mađarska | - Tamás Deutsch - Norbert Rózsa - Péter Horváth - Attila Czene         | 03:39,47      |

| Mjesto | Država  | Plivačice                                                                         | Vrijeme (min) |
| ------ | ------- | --------------------------------------------------------------------------------- | ------------- |
| 1.     | NR Kina | - He Cihong - Dai Guohong - Liu Limin - Le Jingyi                                 | 04:01,67      |
| 2.     | SAD     | - Lea Loveless - Kristine Quance - Amy Van Dyken - Jenny Thompson                 | 04:06,53      |
| 3.     | Rusija  | - Nina Živanevskaja - Olga Prochorowa - Swetlana Potdeewa - Natalia Mescherjakowa | 04:06,70      |